# Freidenker-Vereinigung der Schweiz
Die Freidenker-Vereinigung der Schweiz (FVS), laut den Statuten aus dem Jahr 2019 gelten als Kurzformen auch Freidenkende Schweiz und FreidenkerInnen Schweiz, französisch: Association Suisse des Libres Penseurs, italienisch: Associazione dei Liberi Pensatori, Abkürzung in beiden Sprachen ASLP ist eine Schweizer Vereinigung von Freidenkern.
Sie setzt sich für die Anliegen der Konfessionslosen ein, tritt ein für die Trennung von Staat und Kirche und für eine weltlich-humanistische Ethik, in der die Menschenrechte eine zentrale Rolle einnehmen.

## Ziele
Die FVS setzt sich für ihre Arbeit die folgenden Ziele:
- Förderung einer an der Wissenschaft orientierten Weltanschauung und einer dogmenfreien Ethik.
- Trennung von Staat und Kirche: die Glaubens- und die Meinungsäusserungsfreiheit, die Gleichberechtigung aller weltanschaulichen Gruppierungen und ihre Unabhängigkeit vom Staat.
- Trennung von Religion und Schule: Wissen über die verschiedenen Religionen soll in den Kulturfächern Geschichte, Geographie, Kunst, Literatur vermittelt werden; ein nichtreligiöser Ethikunterricht an den Volksschulen.
- Angebot von Alternativen zu kirchlichen Diensten: Mitgliederdienst, Rituale.
- Das Eintreten für menschenwürdige Lebensbedingungen und den Schutz der Umwelt.

## Organisation
Sonja Stocker und Valentin Abgottspon haben am 23. Juni 2024 das Co-Präsidium übernommen, nachdem seit 2013 Andreas Kyriacou Präsident war. Die FVS ist ein Verein im Sinne von Artikel 60ff. des Schweizerischen Zivilgesetzbuches.
In ihr als Dachorganisation sind Sektionen und Regionalgruppen zusammengeschlossen. 10 Sektionen (Bern, Aargau, Nordwestschweiz, Ostschweiz, Suisse romande, Ticino, Wallis, Winterthur, Zentralschweiz, Zürich) werden angegeben.
Für 2012 werden rund 1900 Mitglieder in 13 Sektionen angegeben.
Die FVS ist Mitglied der Dachorganisation Humanists International sowie des Trägervereins des Humanistischen Pressedienstes (hpd). Bis zur Auflösung 2022 war die FVS auch Mitglied der Europäischen Humanistischen Föderation.

## Aktivitäten

### Veranstaltungen und Treffen
Ein wichtiger Schwerpunkt liegt auf der Organisation von Veranstaltungen. Feste Veranstaltungen werden zum Welthumanistentag (21. Juni) und zum Tag der Menschenrechte (10. Dezember) durchgeführt. Im Dreijahresrhythmus wird die grösste Veranstaltung der Freidenkenden Schweiz, das Wissensfestival Denkfest seit 2011 durchgeführt. Für Kinder findet ein wissenschaftlich-humanistisch ausgerichtete Sommerlager Camp Quest statt. Weitere Zusammenkünfte finden in den Sektionen statt.

### Freidenkerpreis
Am 9. Oktober 2015 verliehen die Schweizer Freidenker erstmals den mit 10'000 Franken dotierten Freidenkerpreis. Der Freidenkerpreis wird seither alle zwei Jahre verliehen und wird über eine Erbschenkung finanziert.
- 2015 ging der Preis an Ensaf Haidar, Raif Badawi und Waleed Abulkhair für ihren mutigen Einsatz für humanistische und säkulare Werte in Saudi-Arabien.
- 2017 ging er an die Exiliranerin Masih Alinejad und die kurdische Künstlerin Zehra Doğan[12].
- 2019 wurden die Schweizer Filmemacherin Barbara Miller und der indisch-britische Autor Salman Rushdie ausgezeichnet.[13]
- 2021 erhielte Mai Thi Nguyen-Kim und Martin Moder die Auszeichnung. «Durch ihre unterhaltsamen und informativen Fernseh- und Videoblog-Beiträge trugen Mai Thi Nguyen-Kim und Martin Moder entscheidend dazu bei, dass sich im deutschsprachigen Raum auch Laien bestens zum Corona-Virus und zur Pandemie informieren konnten.»[14]

### Publikationstätigkeit
Der FVS gibt eine Quartalsschrift in drei Sprachen heraus, die deutschsprachige Version hat Vorläufer seit 1918 (siehe unter Publikationen).

### Sonstiges
Die FVS ist behilflich bei der administrativen Abwicklung eines Kirchenaustrittes, was in einzelnen Kantonen unterschiedlich geregelt sein kann. Es wird das Vorgehen für die staatlich anerkannten Kirchen, auch anhand von Musterschreiben, erläutert.
Ausserdem werden politische Petitionen veranlasst. So mit Partnern die Petition „Die Million vors Volk“ im Wallis, wo die Finanzierung der Renovierung einer Kaserne der Schweizergarde im Vatikan durch Mittel, die eigentlich der Walliser Bevölkerung für wohltätige oder kulturelle Zwecke dienen sollen, verhindert werden sollte. Auch in Luzern wurde gemeinsam mit anderen gegen eine Finanzierung der Kaserne in Rom in Höhe von 400.000 Franken erfolgreich gekämpft.

## Geschichte

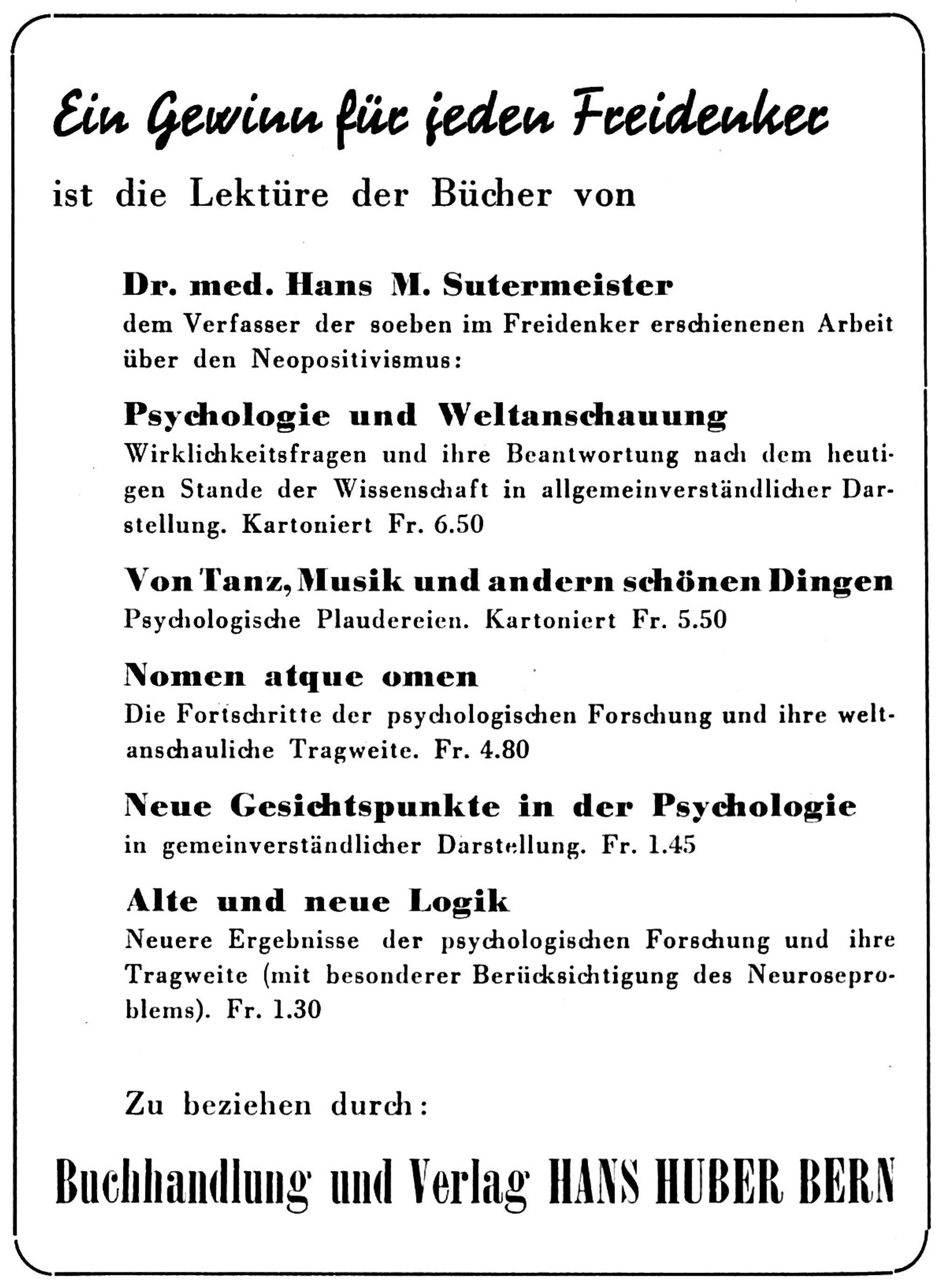
Anzeige des Hans Huber Verlags im Organ Der Freidenker, 1945

Ab ca. 1870 organisierten sich Antiklerikale in verschiedenen Städten in der Schweiz. Am 12. April 1908 schuf die Gründung des „Deutsch-Schweizer Freidenkerbundes“ in Zürich die Basis für eine landesweit geeinte Bewegung. Dies wird als Gründungsdatum gefeiert.
1902 wurde die „Freigeistige Vereinigung Basel“ und 1909 der „Schweizerische Monistenbund Basel“ gegründet. Die Freidenker der Schweiz pflegten enge Beziehungen zum deutschen Freidenkertum. So wurde zwischen 1913 und 1914 die Zeitschrift Der Freidenker (erschien zweimal monatlich) gemeinsam mit dem Deutschen Freidenkerbund herausgegeben. Der Schweizerische Monistenbund Basel übernahm 1915 die Zeitschrift „Der Schweizer Freidenker“ und schloss sich 1920 mit dem „Deutsch-Schweizer Freidenkerbund“ zusammen.
Anfangs wuchs der Verein rasch an; kriegsbedingt stagnierte das Wachstum während des Ersten Weltkrieges; in der Zwischenkriegszeit folgte ein erneuter Aufschwung; die Weltwirtschaftskrise und der Zweite Weltkrieg brachten wieder Rückschläge. 1930 kam es aus Kreisen der Arbeiterschaft zur Gründung des „Proletarischen Freidenker-Verbandes Schweiz“ in Basel. Mit dem Kalten Krieg (ab 1947 bis 1989) führten unterschiedliche gesellschafts-politische Ansichten zur Spaltung in 2 Vereine: „Union Schweizer Freidenker“ (USF) und Freidenker-Vereinigung Schweiz (FVS). 1980 schlossen sich diese gesamtschweizerisch zusammen. 1983 strich die Union Schweizerischer Freidenker (USF) in ihrem Namen den gesamtschweizerischen Anspruch und nannte sich fortan „Freidenker-Union Region Basel“. 2014 entstanden durch die Fusion die „Freidenkenden Nordwestschweiz.“ Alle Vereine in der Schweiz sind der Freidenker-Vereinigung der Schweiz angeschlossen.
Der Nationalrat Hans Müller lancierte 1933 einen Vorstoss gegen die Freidenker als eine Bewegung, die den christlichen Glauben aktiv bekämpfe und damit den religiösen Frieden gefährde. Der als Motion eingereichte Vorstoss wurde am 22. Juni 1933 vom Nationalrat mit 70 gegen 47 Stimmen als Postulat überwiesen und in der Folge vom Bundesrat abgelehnt. Schweizer Freidenker waren Ernst Brauchlin, der Geschäftsmann Otto Kunz und der Schriftsteller Jakob Stebler.

## Publikationen

### Zeitschriften
- frei denken. Quartalsschrift (ab 2010), Nachfolge von Der Schweizer Freidenker. Organ der Freidenker der deutschen Schweiz (1918–21), Geistesfreiheit: Organ der Freigeistigen Vereinigung der Schweiz (1922–26), Freidenker. Organ der Freigeistigen Vereinigung der Schweiz (1927–52), Befreiung: Zeitschrift für kritisches Denken. Monatsschrift, hrsg. von der Freigeistigen Vereinigung der Schweiz und dem Deutschen Monistenbund (1953–55) und Freidenker. Monatsschrift der Freidenker-Vereinigung der Schweiz (1956–2010)
- Le libre penseur. Quartalsschrift 1974–.
- Libero pensiero. Quartalsschrift 1982–1995, 2009–
- Der Freidenker. Monatszeitschrift 1908–1914[18]

### Bücher
- Leo Heinrich Skrbensky. Die Kirche segnet den Eidbrüch: Das Vorspiel zur geistigen Verknechtung Oesterreichs. Freigeistige Vereinigung der Schweiz, 1935.
- Ernst Brauchlin. 13 Gespräche mit einem Freidenker. Freigeistige Vereinigung der Schweiz, 1953.
- Ernst Brauchlin. Gott sprach zu sich selber. Freigeistige Vereinigung der Schweiz, 1959.